# Velká hra

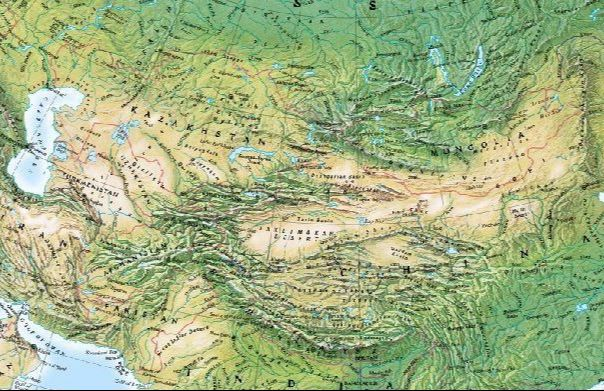
Fyzická mapa Střední Asie, s vyznačením dnešních států

Velká hra (anglicky The Great Game, rusky Большая игра, Balšaja igra) je název strategického konfliktu mezi Britským impériem a Ruským impériem, později mezi Britským impériem a sovětským Ruskem. Velká hra probíhala ve Střední Asii v 19. století a první polovině 20. století. Autorství termínu „Velká hra“ je připisováno britskému rozvědčíkovi, cestovateli a spisovateli Arthuru Conollymu. Termín se rozšířil zejména díky románu Kim Rudyarda Kiplinga.

## Historie

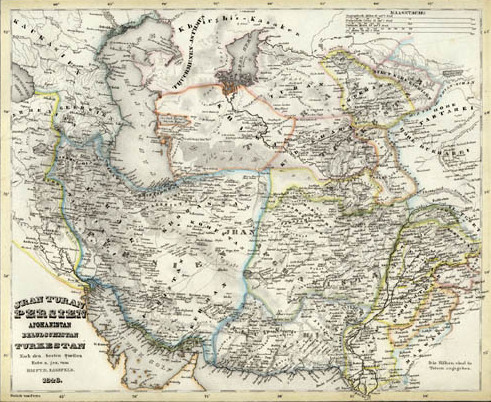
Střední Asie kolem roku 1848

Klasické období Velké hry počíná přibližně rokem 1813 a končí rokem 1907, kdy byla podepsána anglo-ruská smlouva, upravující vzájemné vztahy v Afghánistánu. Po bolševické revoluci v Rusku v roce 1917 následovala druhá, méně intenzivní fáze Velké hry.
Po druhé světové válce zaniklo i Britské impérium jako silné uskupení globálního významu. Strategický konflikt mezi Spojenými státy a Sovětským svazem o Střední Asii v rámci studené války, stejně jako následný, stále probíhající, konflikt o Střední Asii mezi Spojenými státy americkými, Ruskou federací a dalšími státy, se někdy nazývá Nová Velká hra.

### Klasická fáze
V 19. století územní expanze Ruského impéria ve Střední Asii přiblížila hranice obou impérií. Britské impérium se začalo obávat o svou dominanci na Indickém subkontinentu. Začala nepřátelská hra výzkumných výprav, špionáže a diplomacie. Stále hrozilo riziko válečného konfliktu mezi oběma impérii. K žádnému vzájemnému válečnému konfliktu ale nikdy nedošlo.

#### Afghánistán

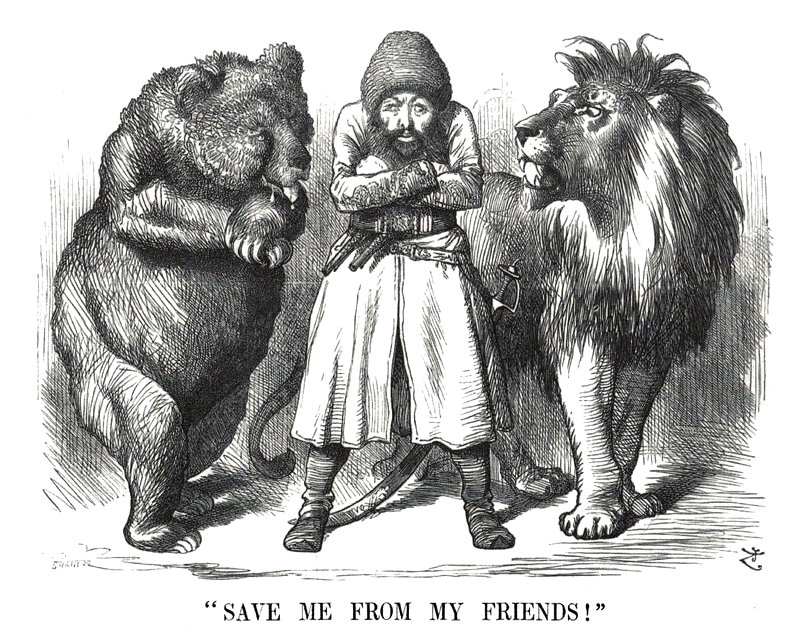
Politická satira z roku 1878 – afghánský vládce Amír Šér Alí mezi ruským medvědem a britským lvem říká „Ochraňte mne před mými přáteli!“

Britové se obávali především o Britskou Indii, „perlu v koruně“ Britského impéria. Ruský postup na jih, blížící se k Afghánistánu, byl Brity vnímán jako ruská snaha obsadit Afghánistán a připravit si tak předmostí pro vpád do Britské Indie. Jako prevenci Britské impérium zahájilo v roce 1838 první anglo-afghánskou válku s cílem ustavit v Afghánistánu loutkový probritský režim a Afghánistán ovládnout. Přes počáteční vítězství se nakonec museli Britové z Afghánistánu za citelných ztrát stáhnout. Následně Britské impérium omezilo své afghánské ambice a začalo vnímat Afghánistán jako nárazníkový stát mezi Ruským impériem a Britskou Indií. Rusové mezitím pokračovali v expanzi na jih a postupně dosáhli hranic Afghánistánu. V roce 1865 byl Ruským impériem anektován Taškent, v roce 1868 Samarkand. Mírová smlouva z roku 1868 fakticky ukončila nezávislost Buchary. Rusy kontrolované území nyní dosahovalo k severnímu břehu Amudarji.
K obnovení napětí došlo v souvislosti s vysláním ruské diplomatické mise do Afghánistánu v roce 1878. Britové žádali, aby Afghánistán přijal i britskou diplomatickou misi. Britská diplomatická mise však byla z Afghánistánu vykázána a Britové zahájili druhou anglo-afghánskou válku. Do Afghánistánu byl vyslán britský expediční sbor. V roce 1881 se Britové z Afghánistánu opět stáhli. Podařilo se jim nicméně v Afghánistánu ustavit nový režim, který souhlasil s tím, že Britské impérium bude řídit afghánskou zahraniční politiku.
Další vlna napětí proběhla v roce 1884, kdy Ruské impérium obsadilo oázu Merv. Rusové si činili nárok na celé území, původně ovládané vládcem Mervu a bojovali o část tohoto území s Afghánci. Hrozilo vojenské střetnutí mezi Britským impériem a Ruským impériem. Britové se však nakonec rozhodli přijmout stávající stav a uznat ruské nároky. Společná anglo-ruská hraniční komise (bez účasti zástupců Afghánistánu) ustavila rusko-afghánskou hranici na Amudarji.
Klasická fáze Velké hry skončila anglo-ruskou smlouvou z roku 1907. Ruské impérium souhlasilo s tím, že zahraniční politika Afghánistánu podléhá výlučné kontrole Britského impéria a tím, že veškeré politické vztahy Ruského impéria s Afghánistánem budou probíhat přes Britské impérium. Tento souhlas vyslovili Rusové s výhradou, že Britové zaručí existenci stávajícího režimu v Afghánistánu. Britské impérium se zavázalo udržovat stávající rusko-afghánské hranice a aktivně zamezit Afghánistánu v jejich narušování.

#### Tibet

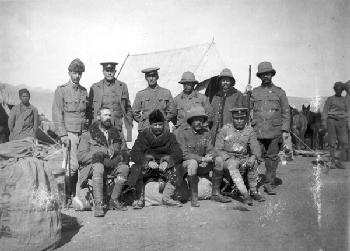
Francis Younghusband a jeho spolubojovníci při Britské invazi do Tibetu

Jedním z aktů klasické fáze Velké hry byla i britská invaze do Tibetu v letech 1903 až 1904. Stejně jako v případě obou anglo-afghánských válek, i v tomto případě byla hlavním důvodem britské invaze obava, aby Ruské impérium nezískalo vliv v jednom z nárazníkových států obklopujících Britskou Indii.
Na rozdíl od obou anglo-afghánských válek byla invaze do Tibetu vojensky úspěšná. Britové vyhráli díky svému nesrovnatelně modernějšímu vyzbrojení (zejména kulometům Maxim) všechna vojenská střetnutí, ke kterým v průběhu invaze došlo. Tibeťané však bojovali sami, bez jakékoli vojenské podpory tehdy již velmi oslabeného Čínského impéria, jehož byl Tibet součástí a neobdrželi ani žádnou jinou vojenskou podporu. K prvnímu střetnutí a velkému masakru Tibeťanů došlo 31. března 1904 v tzv. bitvě u Guru. K dalšímu významnému střetnutí došlo v Gjance, kde se britská vojska po dělostřelecké palbě zmocnila pevnosti nad městem.

Když britsko-indická vojska vstoupila do Lhasy, Britové donutili zástupce jimi dosazené tibetské vlády (tehdejší dalajláma Thubtän Gjamccho z města uprchl do Vnějšího Mongolska) podepsat anglo-tibetskou smlouvu. Tibet se v ní zavázal k otevření hranic mezi Sikkimem a Tibetem pro volný obchod mezi britskými a tibetskými subjekty a k vyplacení odškodnění britské vládě za výlohy, které jí vznikly vysláním vojenských sil do Lhasy. Zároveň se zavázal, že bude všemožně podporovat britského obchodního pověřence se sídlem v Gjance. (Tento úřad existoval od roku 1904 až do roku 1944, od třicátých let dvacátého století paralelně s velitelstvím Britské mise ve Lhase.) 

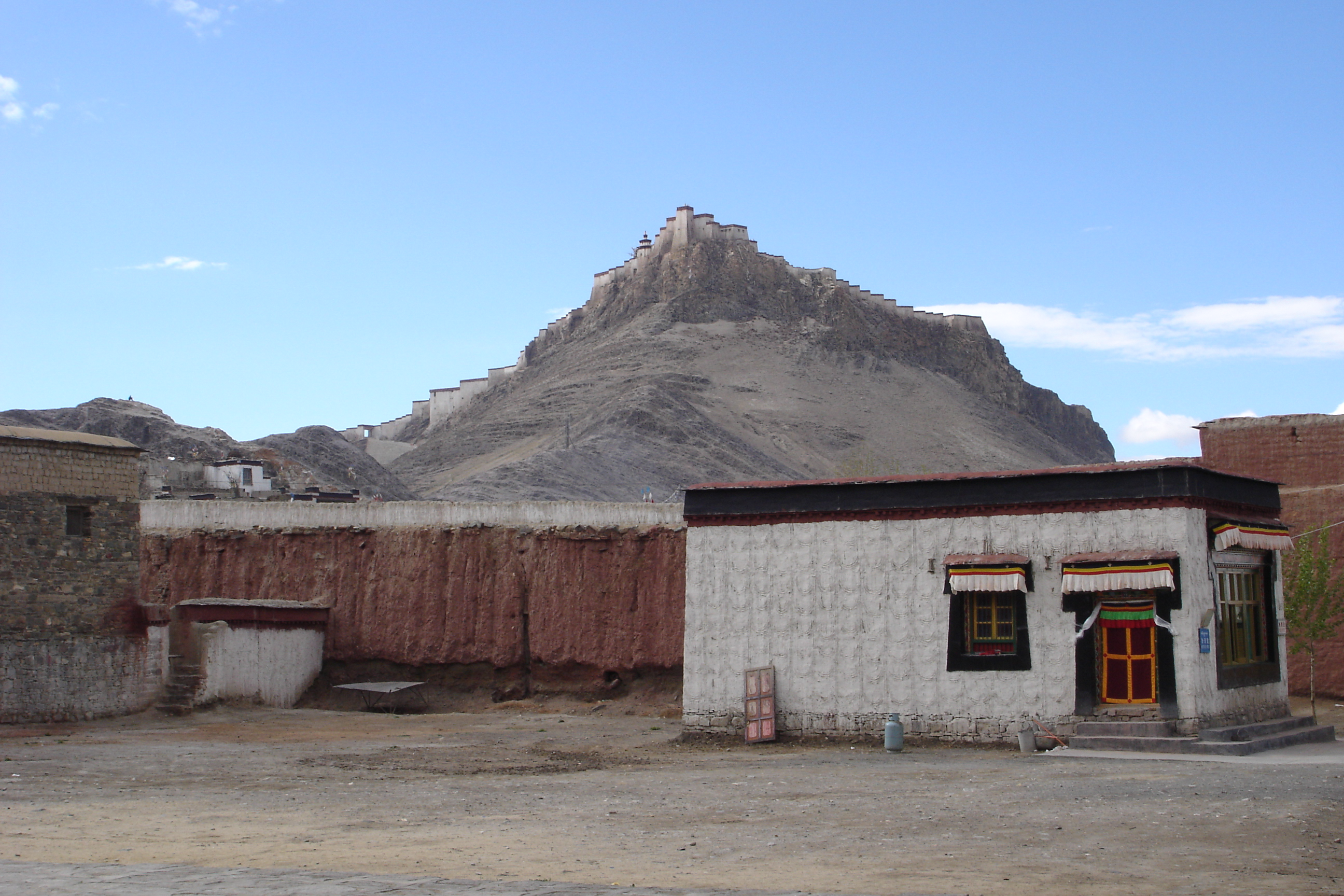
Pevnost v Gjance, dobytá Brity během jejich postupu na Lhasu

 V dohodě se Tibet také zavazoval, že bez britského souhlasu neodstoupí žádné ze svých území jiné mocnosti a neudělí žádné jiné mocnosti koncesi ke zřizování železnic, telegrafních linek a dolů.
V roce 1906 byla uzavřena úmluva mezi Británií a Čínou, v níž se Britové zavázali, že neanektují tibetské území a nebudou zasahovat do vnitřní správy Tibetu, a Číňané naopak, že totéž nedovolí žádnému jinému státu. V anglo-ruské smlouvě z roku 1907 Britové uznávají Tibet jako svrchované území Číny a zavazují se respektovat jeho územní celistvost, nevysílat do Lhasy své diplomatické zástupce a nevstupovat do jednání s Tibetem jinak, než jako prostředníci čínské vlády. Obě tyto bilaterální dohody měly v kontextu již existujících pravomocí Britů v Tibetu a Číně pouze formální charakter.
V roce 1910 obsadila Tibet znovu i vojska Čínského impéria. Po odchodu čínských jednotek z Tibetu v roce 1912 byla až do čtyřicátých let dvacátého století britská posádka jedinou zahraniční vojenskou složkou přítomnou na tibetském území.

### Druhá fáze

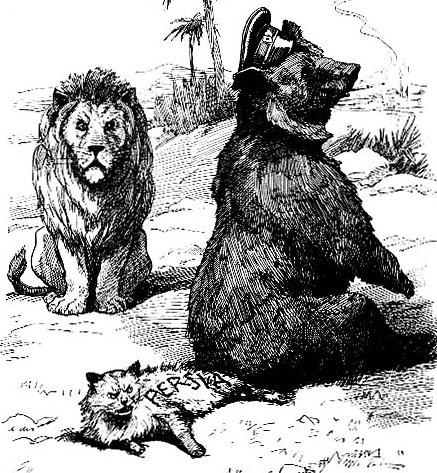
Ukázka z anglického satirického časopisu z roku 1911: „Kdyby mezi námi nepanovalo dokonalé porozumění, já (britský lev) bych byl v pokušení se Vás (ruského medvěda) zeptat, co to tam děláte s naším malým kamarádem (perskou kočkou).“

Druhá fáze Velké hry započala po bolševické revoluci v Rusku v roce 1917. Sovětské Rusko prohlásilo dohody uzavřené Ruským impériem za neplatné, a to včetně anglo-ruské dohody z roku 1907. Rusko-britská rovnováha dosažená dohodou v roce 1907 tak přestala existovat.
V roce 1919 vypukla třetí anglo-afghánská válka. Vládce Afghánistánu Amánulláh vyhlásil plnou nezávislost a současně vypuklo povstání Paštunů žijících v Britské Indii. Britové, poprvé v afghánských dějinách, bombardovali Afghánistán letecky. Obě strany se záhy ocitly v patové situaci. Boje ukončila dohoda z Rávalpindí, uzavřená téhož roku (1919). Britské impérium v dohodě uznalo nezávislost Afghánistánu a přiznalo mu právo na samostatnou zahraniční politiku. V květnu 1921 podepsal Afghánistán se Sovětským Ruskem dohodu o přátelství a do Afghánistánu začala proudit sovětská zahraniční pomoc. Britský a ruský vliv v Afghánistánu se vyrovnal. Afghánistán se nicméně nestal satelitem ani Britského impéria, ani Sovětského svazu a prováděl samostatnou politiku – nyní „padišáh“ Amánulláh nabídl útočiště muslimským uprchlíkům ze Sovětského svazu i indickým nacionalistům z Britské Indie, a snažil se sjednotit paštunské kmeny na obou stranách Durandovy linie.
S počátkem druhé světové války došlo k dočasnému sjednocení britských a sovětských zájmů v Afghánistánu. V roce 1941 oba státy vyvinuly tlak na Afghánistán, aby vyhostil italské a německé občany, kteří nebyli součástí akreditovaného diplomatického sboru.
Z druhé světové války se, díky válečnému vyčerpání mateřského Spojeného království, Britské impérium již nevzpamatovalo a transformovalo se do organizace se zcela jinými pravidly a účelem – do Společenství národů (Commonwealth). Velká hra tak skončila a byla nahrazena tzv. Novou Velkou hrou, tentokrát s aktivní účastí Spojených států amerických, Čínské lidové republiky a dalších států.